# 스위스 국립박물관

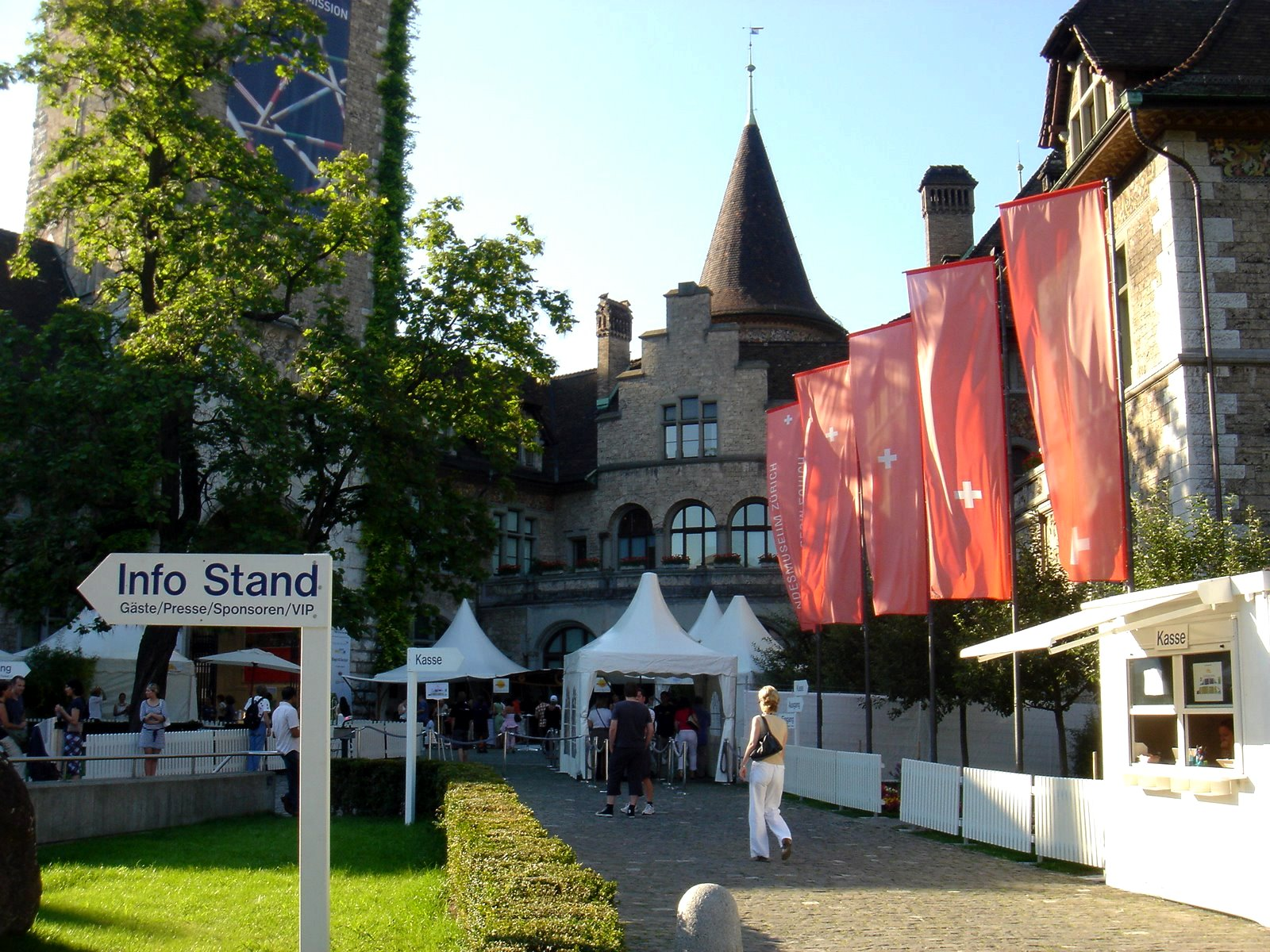
스위스 국립박물관

스위스 국립박물관(독일어: Schweizerisches Landesmuseum)은 스위스 취리히에 있는 박물관이다.